# Weißenburg in Bayern

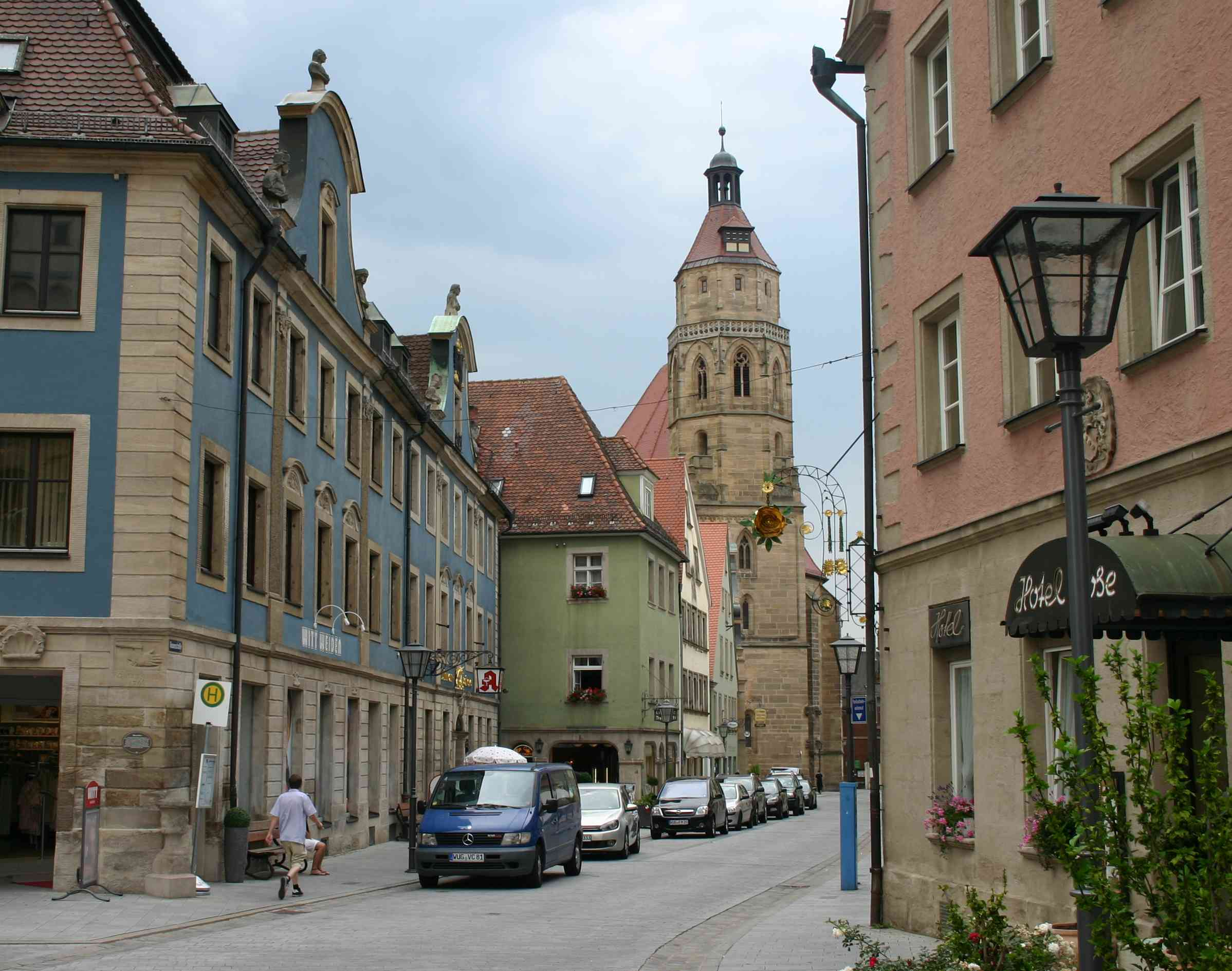
Rosenstraße

Weißenburg in Bayern (oficialmente, Weißenburg i.Bay; antiguamente, Weißenburg in Nordgau; también conocida como Weißenburg o Weissenburg) es una ciudad situada en la Franconia Media, en Baviera, Alemania. Tiene una población estimada, a fines de 2021, de 18 593 habitantes.
Es la capital del distrito de Weißenburg-Gunzenhausen.
Durante más de 500 años fue ciudad imperial libre del Sacro Imperio Romano Germánico.

## Historia
Generalmente se considera que los orígenes de la ciudad están en la fortaleza romana que se construyó en la zona a finales del siglo I.  El asentamiento estaba en la frontera del Imperio Romano, y en el Tabula Peutingeriana del siglo IV tenía el nombre de "Biriciana". Tribus germánicas destruyeron la fortaleza y se establecieron en lo que sigue siendo el centro de la ciudad. La primera mención del nombre Weißenburg está en una escritura que data de 867. La ciudad se convirtió en sede de una residencia real durante el reinado de los francos y, de acuerdo a la leyenda, Carlomagno se quedó allí para supervisar la construcción de la Fossa Carolina.
La ciudad se convirtió en una ciudad imperial libre en 1296 y continuó creciendo hasta la Reforma. Siguiendo el ejemplo de Núremberg, la ciudad se unió a los protestantes, pero sufrió mucho en las guerras que siguieron. Sin embargo, los derechos de la ciudad como ciudad imperial libre y Estado imperial fueron restaurados en el tratado de paz definitivo.